# Бон (Вијена)
Бон (фр. Bonnes) насеље је и општина у западној Француској у региону Поату-Шарант, у департману Вијена која припада префектури Поатје.
По подацима из 2011. године у општини је живело 1.716 становника, а густина насељености је износила 49,96 становника/km². Општина се простире на површини од 34,35 km². Налази се на средњој надморској висини од 90 метара (максималној 141 m, а минималној 56 m).

## Демографија
| 1962. | 1968. | 1975. | 1982. | 1990. | 1999. | 2011. |
| ----- | ----- | ----- | ----- | ----- | ----- | ----- |
| 819   | 951   | 981   | 1.213 | 1.290 | 1.475 | 1.716 |

График промене броја становника у току последњих година